# Baletaksar
Baletaksar (nep. बलेटक्सार) – gaun wikas samiti w zachodniej części Nepalu w strefie Lumbini w dystrykcie Gulmi. Według nepalskiego spisu powszechnego z 2001 roku liczył on 992 gospodarstw domowych i 4709 mieszkańców (2606 kobiet i 2103 mężczyzn).